# ガラニン・ヤン
ガラニン・ヤン（Galanin Jan、1988年6月10日 - ）は、ウクライナのヤルタ出身の元プロ野球選手（投手）。

## 経歴
ウクライナのヤルタで生まれる。
8歳の時に母親の仕事の都合で広島県へ移住し、野球をはじめる。
高校は広島県の強豪・広陵高等学校へ進学するが、公式戦の出場機会はなく、環太平洋大学へ進学した。
2011年10月13日にプロ志望届を提出。同年のドラフト会議では指名はなかったが、12月9日に行われたBCリーグのドラフト会議において福井ミラクルエレファンツから5巡目で指名され、入団した。
2012年5月28日、家庭事情により退団した。
2015年1月より、海外不動産会社のアセット・ブレインズ・インターナショナルに入社しているが、現在も社員として働いているかは不明。

## 人物
- ウクライナ出身だが、ウクライナ語やロシア語よりも日本語が上手だという[1]。
- 国語と古典が得意[1]。
- 好きな言葉は「大和魂」[1]。
- 幼いころから運動が好きでサッカーやスキーばかりしていたという[1]。
- 第75回選抜高等学校野球大会で優勝したことが広陵高校への進学のきっかけになったという[1]。
- はじめて野球を見たとき、「なんで空振りするんだろう」とびっくりしたという[7]。

## 詳細情報

### 年度別投手成績
| 年 度     | 球 団     | 登 板 | 勝 利 | 敗 戦 | セ 丨 ブ | 完 投 | 勝 率 | 投 球 回 | 打 者 | 被 安 打 | 被 本 塁 打 | 奪 三 振 | 与 四 球 | 与 死 球 | 失 点 | 自 責 点 | 暴 投 | ボ 丨 ク | 失 策 | 防 御 率 | W H I P |
| --------- | --------- | ----- | ----- | ----- | -------- | ----- | ----- | -------- | ----- | -------- | ----------- | -------- | -------- | -------- | ----- | -------- | ----- | -------- | ----- | -------- | ------- |
| 2012      | 福井      | 1     | 0     | 0     | 0        | 0     | ----  | 2.0      | 10    | 4        | 0           | 0        | 1        | 0        | 2     | 2        | 0     | 0        | 0     | 9.00     | 2.50    |
| 通算：1年 | 通算：1年 | 1     | 0     | 0     | 0        | 0     | ----  | 2.0      | 10    | 4        | 0           | 0        | 1        | 0        | 2     | 2        | 0     | 0        | 0     | 9.00     | 2.50    |

### 背番号
- 17 （2012年）